# Psittrichas de Pesquet
Psittrichas fulgidus
Genre
Espèce
Statut de conservation UICN

 VU A2bcd+3bcd+4bcd : Vulnérable
Statut CITES

Le Psittrichas de Pesquet (Psittrichas fulgidus) est la seule espèce du genre Psittrichas et de la sous-famille des Psittrichadinae. Ce grand perroquet noir et rouge a des allures de vautour, avec sa tête nue, mais c'est un oiseau frugivore, ce qui ne justifie pas le surnom de perroquet Dracula qu'on lui donne plus familièrement.

## Répartition
Cet oiseau est endémique de la Nouvelle-Guinée, où il fréquente les régions élevées.

## Description

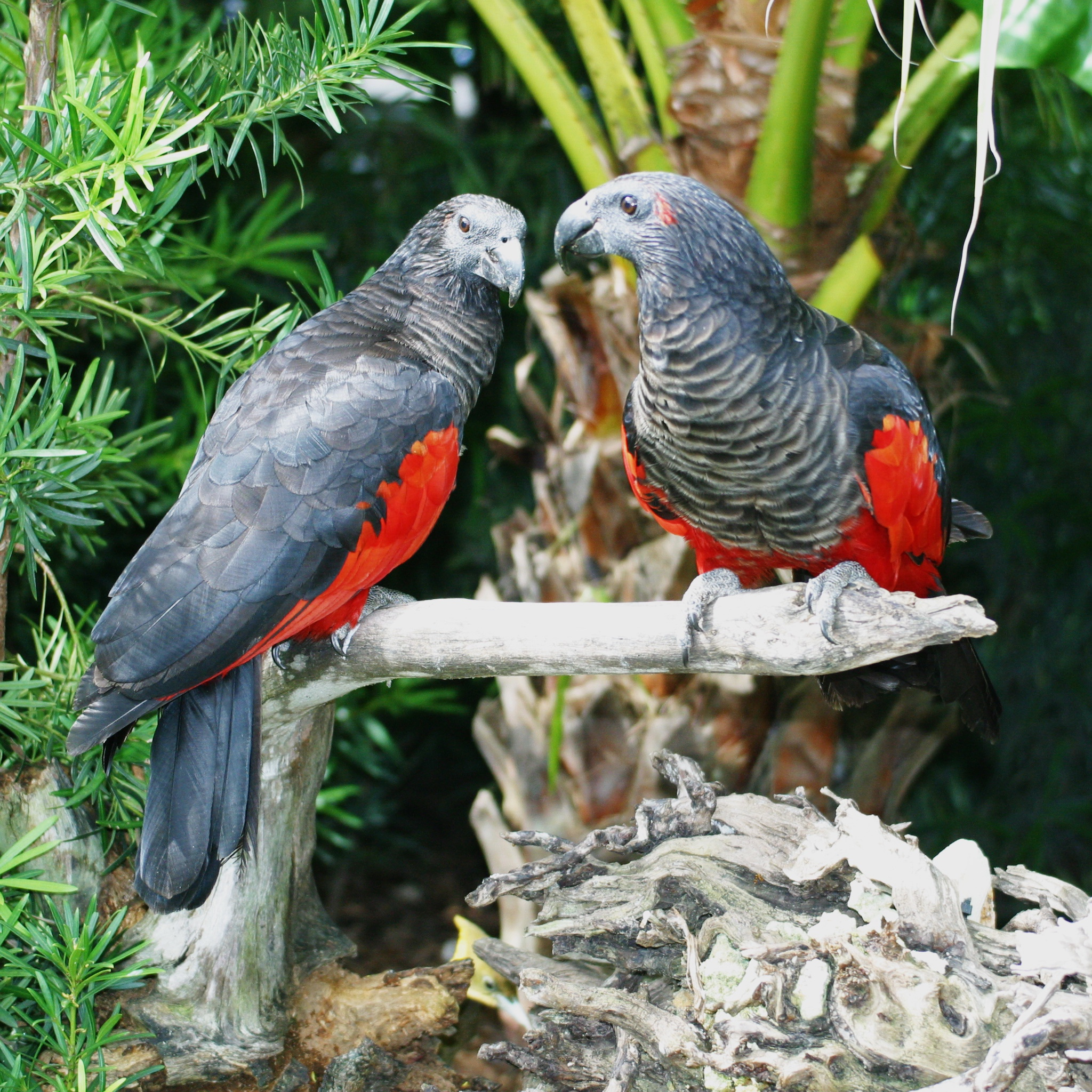
Deux Psittrichas dans un zoo

Le Psittrichas de Pesquet mesure 46 cm pour un poids de 600 à 800 g. Chez le mâle adulte, une tache rouge est présente derrière l'œil. La nuque, le capuchon et le dos sont noirs. Les couvertures et les rémiges secondaires sont rouge écarlate. Le bec et la queue sont noirs et les pattes sont grises. Chez la femelle adulte, la tache rouge est absente.

## Alimentation
Cette espèce se nourrit de figues, de mangues et de nectar.

## Statut légal
En France, l'espèce figure dans l'annexe 2 de l’arrêté du 10 août 2004, l'élevage d'agrément n'est plus possible et l'obtention du certificat de capacité pour l'entretien d'animaux d'espèces non domestiques est nécessaire pour pouvoir le maintenir en captivité.